# McIntosh County (Oklahoma)
McIntosh County ist ein County im Bundesstaat Oklahoma der Vereinigten Staaten. Der Verwaltungssitz (County Seat) ist Eufaula. Das U.S. Census Bureau hat bei der Volkszählung 2020 eine Einwohnerzahl von 18.941 ermittelt.

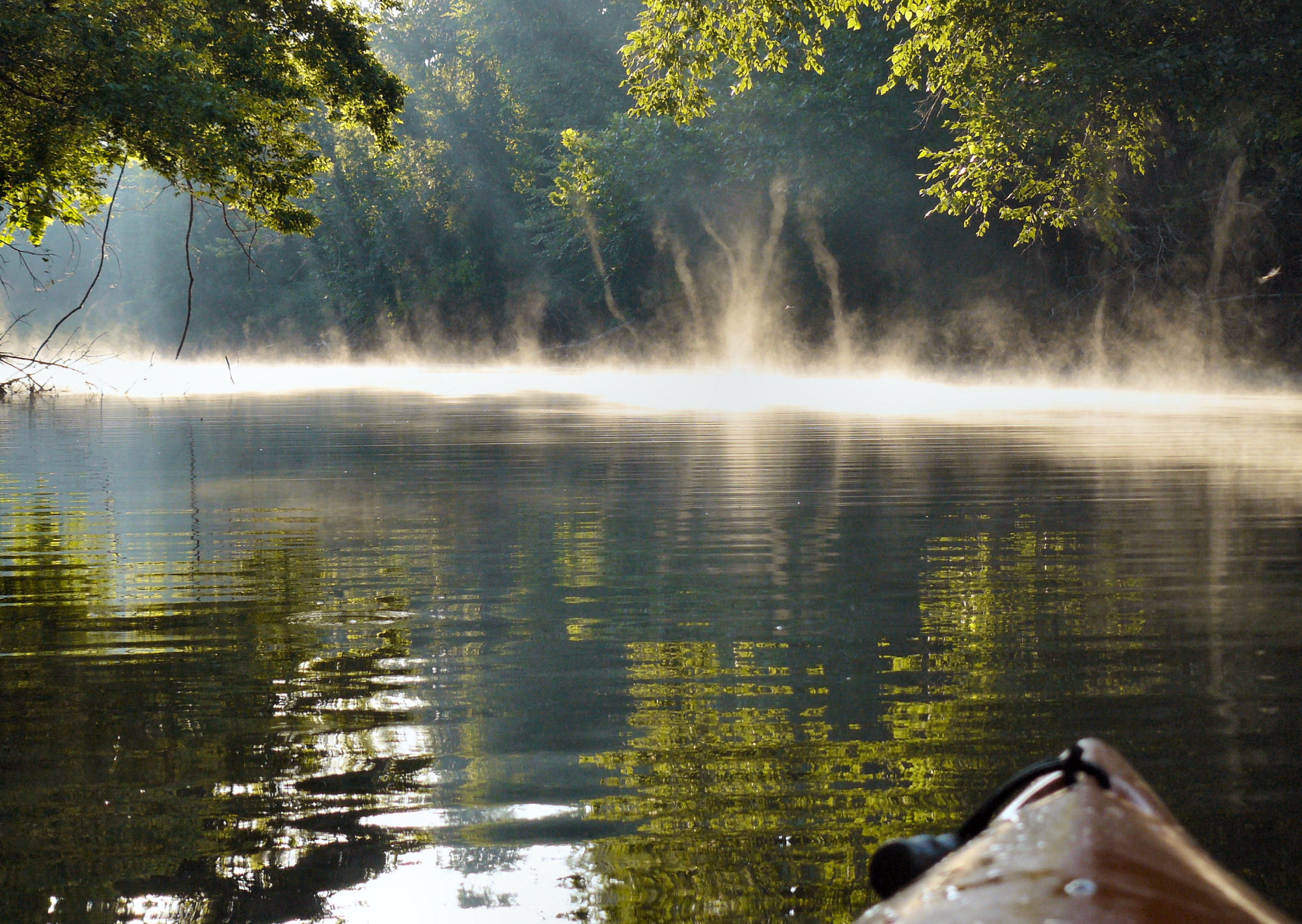
Kayakfahrt am Grave Creek

## Geographie
Das County liegt im mittleren Osten von Oklahoma und hat eine Fläche von 1845 Quadratkilometern, wovon 240 Quadratkilometer Wasserfläche sind. Es grenzt im Uhrzeigersinn an folgende Countys: Muskogee County, Haskell County, Pittsburg County, Hughes County, Okfuskee County und Okmulgee County.

## Geschichte
McIntosh County wurde am 16. Juli 1907 als Original-County aus Muskogee-Land gebildet. Benannt wurde es nach der Familie McIntosh aus dem Volk der Muskogee (Creek).
Im County liegt eine National Historic Landmark, das Honey Springs Battlefield. 16 Bauwerke und Stätten des Countys sind im National Register of Historic Places (NRHP) eingetragen (Stand 5. Juni 2018).

## Demografische Daten

Alterspyramide des McIntosh County

Nach der Volkszählung im Jahr 2000 lebten im McIntosh County 19.456 Menschen in 8.085 Haushalten und 5.683 Familien. Die Bevölkerungsdichte betrug 12 Einwohner pro Quadratkilometer. Ethnisch betrachtet setzte sich die Bevölkerung zusammen aus 72,59 Prozent Weißen, 4,06 Prozent Afroamerikanern, 16,20 Prozent amerikanischen Ureinwohnern, 0,14 Prozent Asiaten, 0,03 Prozent Bewohnern aus dem pazifischen Inselraum und 0,35 Prozent aus anderen ethnischen Gruppen; 6,63 Prozent stammten von zwei oder mehr Ethnien ab. 1,27 Prozent der Bevölkerung waren spanischer oder lateinamerikanischer Abstammung.
Von den 8.085 Haushalten hatten 25,6 Prozent Kinder unter 18 Jahre, die im Haushalt lebten. 56,6 Prozent waren verheiratete, zusammenlebende Paare, 10,4 Prozent waren allein erziehende Mütter. 29,7 Prozent waren keine Familien, 26,7 Prozent waren Singlehaushalte und in 14,5 Prozent der Haushalte lebten Menschen im Alter von 65 Jahren oder darüber. Die durchschnittliche Haushaltsgröße betrug 2,37 und die durchschnittliche Familiengröße betrug 2,84 Personen.
22,6 Prozent der Bevölkerung waren unter 18 Jahre alt, 6,4 Prozent zwischen 18 und 24, 22,3 Prozent zwischen 25 und 44, 26,9 Prozent zwischen 45 und 64 und 21,8 Prozent waren 65 Jahre oder älter. Das Durchschnittsalter betrug 44 Jahre. Auf 100 weibliche Personen kamen 91,7 männliche Personen. Auf 100 Frauen im Alter von 18 Jahren oder darüber kamen 89,3 Männer.
Das jährliche Durchschnittseinkommen eines Haushalts betrug 25.964 USD und das durchschnittliche Einkommen einer Familie betrug 31.990 USD. Männer hatten ein durchschnittliches Einkommen von 27.998 USD gegenüber den Frauen mit 19.030 USD. Das Prokopfeinkommen betrug 16.410 USD. 13,5 Prozent der Familien und 18,2 Prozent der Bevölkerung lebten unterhalb der Armutsgrenze.